# فلاديميريسكو
فلاديميريسكو هي قرية تقع في إقليم أراد في رومانيا. تبعد عن أراد 8 كم.

## السكان
حسب إحصائيات 2002 بلغ عدد سكان القرية 10,649 نسمة.